# ديفيد كانون
ديفيد كانون (بالإنجليزية: David Cannon)‏ هو عداء مراثوني بريطاني، ولد في 7 أغسطس 1950.